# Worldcon
Worldcon este cea mai veche convenție de science-fiction, ținută încă din 1939, fiind oprită doar cu o scurtă întrerupere în timpul celui de-al doilea război mondial.

## Istorie
La 22 octombrie 1936, un grup de șase sau șapte fani din New York City, inclusiv David Kyle și Frederik Pohl, au călătorit cu trenul în Philadelphia, unde s-au întâlnit, timp de mai multe ore, cu un număr similar de fani locali în casa lui Milton A. Rothman. Ulterior, ei au declarat că evenimentul este prima „convenție science fiction”. Această mică reuniune a dus la un eveniment similar desfășurat la New York, în februarie 1937, când s-au adunat 30 sau 40 de fani la Bohemian Hall din Astoria, Queens. La eveniment au participat James Blish, Charles D. Hornig, Julius Schwartz și Willis Conover. Acest eveniment a ajuns să fie cunoscut sub numele de Second Eastern și în cadrul lui s-a planificat o a treia întâlnire de succes care a avut loc în Philadelphia la 30 octombrie 1937 (Third Eastern). A patra întâlnire  (Fourth Eastern) a avut loc la 29 mai 1938 și a atras peste 100 de participanți într-o sală din Newark, New Jersey. Aceasta a fost desemnează ca fiind „Prima Convenție Națională [Americană] de Science Fiction” (The First National Science Fiction Convention). La acest eveniment a fost numit un comitet pentru a organiza prima convenție mondială de science fiction la New York în 1939. La "Prima Convenție Națională" au participat numeroși editori renumiți și profesioniști din New York din afara cercurilor de fani, lucru care a reprezentat o piatră de hotar în evoluția convențiilor științifico-fantastice ca un loc de întâlnire al profesioniștilor din domeniul SF, ca și fani, pentru a-și întâlni personal colegii.
Între 2 și 4 iulie 1939, fanii americani au organizat în același timp cu Expoziția Universală de la New York (New York World's Fair) prima „Convenție Mondială Science Fiction” în New York. Aceasta a fost prima convenție Worldcon, ea a fost denumită și Nycon I de Forrest J Ackerman.  Următoarele convenții au avut loc la Chicago în 1940 și la Denver în 1941. Ca multe alte evenimente culturale, în timpul celui de-al doilea război mondial nu au fost organizate convenții. Convențiile au fost reluate în 1946, în Los Angeles, California. Primul Worldcon desfășurat în afara Statelor Unite a fost Torcon I din Toronto în 1948; de atunci, alte convenții mondiale au avut loc în Marea Britanie, Germania, Olanda, Canada, Australia sau Japonia, deși majoritatea au loc în Statele Unite.

## Selectarea locului
Majoritatea conferințelor Worldcon se țin în America de Nord, cu toate că ele au mai avut loc și în Marea Britanie, Germania, Australia și Olanda. În 2005, Worldcon s-a ținut la Glasgow, în Scoția, iar în 2007 în Japonia.
Membrii Worldcon votează cu doi sau trei ani înainte locul unde se va desfașura următoarea convenție.

## Premiile Hugo
Membrii Worldcon votează lucrările science-fiction din anul precedent. Lucrările câștigatoare primesc premiul Hugo. Categoriile principale includ roman si nuvela, dar premiile nu sunt nici măcar limitate la lucrări scrise.

## Activitățile Worldcon
Activitățile tipice de la Worldcon includ (dar nu sunt limitate la):
- Conferințe - tehnologii ale viitorului, implicații filosofice și sociale etc.
- Petreceri
- Jocuri
- Prezentarea premiilor Hugo
- Vernisaje de picturi, desene, sculpturi
- Votarea locației convențiilor viitoare
- Vizionarea de filme science-fiction